# Revolution Software
Revolution Software Ltd. ist ein britisches Entwicklungsstudio für Computerspiele, das 1990 von Charles Cecil, Tony Warriner, David Sykes und Noirin Carmody gegründet wurde. Das Unternehmen hat seinen Sitz im englischen York.

## Geschichte

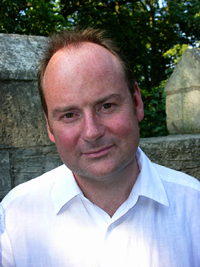
Studio-Mitbegründer und Geschäftsführer Charles Cecil

Ende der 1980er- und Anfang der 1990er-Jahre wurden sogenannte Point-and-Click-Adventures gegenüber ihren Vorgängern mit Textparser immer beliebter. Um auf diesen Zug aufzuspringen, taten sich vier Programmierer aus der englischen Stadt York zusammen und gründeten im März 1990 ein Unternehmen, das sich nur mit der Entwicklung solcher Spiele beschäftigte. Motor der Unternehmensgründung war Charles Cecil, der zuvor als Leiter des europäischen Entwicklungsstudios von Activision tätig gewesen war. Eine finanzielle Schieflage seines Arbeitgebers, die für ihn verschlechterte Arbeitsbedingungen zur Folge gehabt hätte, war für Cecil der Anlass, sich selbständig zu machen, zumal ihm der britische Publisher Mirrorsoft avisierte, seine Spiele zu veröffentlichen. Durch einen Mantelkauf erwarb er eine inaktive Firma namens Turnvale, die später in Revolution Software umbenannt wurde. Während seiner Zeit bei Artic Computing hatte Cecil Tony Warriner kennengelernt, der ebenfalls als Programmierer und Designer tätig war und 1990 beim Luftfahrtdienstleister Bytron Aviation Systems arbeitete. Cecil überzeugte Warriner, sich dem neuen Unternehmen anzuschließen, und letzterer brachte einen Kollegen von Bytron mit, den Programmierer David Sykes. Als vierte Leitungsperson stieß wenig später Cecils Freundin Noirin Carmody zum Unternehmen, die zuvor als Produktmanagerin für Sierra On-Line tätig gewesen war. Das Startkapital der Firma betrug 20.000 Pfund, die sich Cecil von Banken und seiner Mutter lieh. Der erste Firmensitz war in Kingston upon Hull.
Um sich von Konkurrenzprodukten abzuheben, investierte die Firma zunächst in die Entwicklung der Spiel-Engine Virtual Theatre, deren Schwerpunkt und Alleinstellungsmerkmal die Steuerung von Nicht-Spieler-Charakteren durch die Spielwelt war und die in jeweils modifizierter Form in allen späteren Revolution-Spielen zum Einsatz kam. Der erste Titel, Lure of the Temptress, wurde ursprünglich für den britischen Publisher Mirrorsoft entwickelt. Nach dem Konkurs des Unternehmens gewann Revolution mit Virgin Interactive einen neuen Veröffentlichungspartner, der auch die nächsten drei Adventures von Revolution, unter anderem Beneath a Steel Sky, herausbrachte. Revolution wurde außerdem von Sierra On-Line mit der Entwicklung der Amiga-Version von King’s Quest VI auf Basis der Virtual-Theatre-Engine beauftragt.
Große Bekanntheit erlangte das Unternehmen schließlich mit seiner ab 1996 veröffentlichten Adventure-Reihe Baphomets Fluch (Originaltitel: Broken Sword), mit der das Unternehmen im stagnierenden Adventuremarkt entgegen dem Trend sowohl kommerziell als auch bei Kritikern Erfolge feiern konnte. Dennoch erwies sich die wirtschaftliche Lage als schwierig; Virgin Interactive verweigerte größere Vorfinanzierungen in Adventures, so dass bereits das Nachfolgespiel Baphomets Fluch 2 mit einem geringeren Budget auskommen musste. Die beiden Spiele verkauften sich für Adventures sehr gut, es konnten jeweils über 1.000.000 Einheiten abgesetzt werden. Dennoch finanzierte Virgin Interactive kein weiteres Spiel der Firma. Im Bemühen, sich für die Zukunft aufzustellen, wechselten Revolution in der Darstellungsweise ihrer Spiele von 2D auf 3D; das Spionage-Science-fiction-Adventure In Cold Blood erschien 2000 bei Ubisoft, Baphomets Fluch: Der schlafende Drache 2003 bei THQ. Wegen der stark gesunkenen Absatzzahlen für Adventures musste Geschäftsführer Cecil 2004 die gesamte Belegschaft entlassen, die Firma blieb lediglich als Rumpfgesellschaft erhalten. Den vierten Serienableger, Baphomets Fluch: Der Engel des Todes, erarbeitete Cecil mit nur wenigen freien Mitarbeitern, während die eigentliche Programmierung vom britischen Entwicklerstudio Sumo Digital übernommen wurde.
2009 veröffentlichte Revolution über Ubisoft Baphomets Fluch: Director’s Cut, eine überarbeitete und erweiterte Version des ersten Baphomets Fluch. Im selben Jahr begann das Unternehmen zudem, seine Adventures für Smartphones aufzubereiten und zu veröffentlichen, neben dem Director’s Cut auch Baphomets Fluch 2 und Beneath a Steel Sky. 2012 initiierte Cecil eine Crowdfunding-Aktion auf der Online-Plattform Kickstarter, um die Finanzierung der Entwicklung eines fünften Teils der Baphomets-Fluch-Reihe zu unterstützen. Von über 14.000 Unterstützern erhielt das Unternehmen hierfür mehr als 770.000 US-Dollar. Auf der Gamescom 2015 kündigte Cecil einen sechsten Teil der Baphomets-Fluch-Serie an. Im September 2022 startete Tony Warriner eine Crowdfunding-Kampagne auf Kickstarter, um die Produktion eines von ihm geschriebenen Buchs über die Geschichte von Revolution Software zu finanzieren.

## Computerspiele

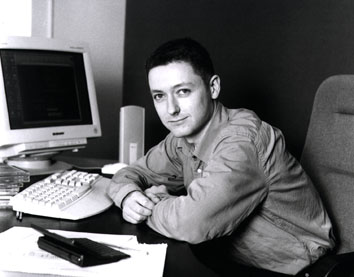
Studio-Mitbegründer und Programmierer Tony Warriner

- 1992: Lure of the Temptress (Amiga, Atari ST, DOS, Mac OS, Windows)
- 1994: Beneath a Steel Sky (Amiga, CD³², DOS, Mac OS, Win)
- 1996: Baphomets Fluch: Der Schatten der Tempelritter (DOS, GBA, Mac OS, Palm OS, PS, Win, Windows Mobile)
- 1997: Baphomets Fluch 2 (PS, Win)
- 1998: The Road to El Dorado (PS, Win)
- 2001: In Cold Blood (PS, Win)
- 2003: Baphomets Fluch: Der schlafende Drache (PS2, Win, Xbox)
- 2006: Baphomets Fluch: Der Engel des Todes (Win)
- 2009: Baphomets Fluch: Director’s Cut (Android, iOS, Mac OS, NDS, Wii, Win)
- 2009: Beneath a Steel Sky Remastered (iOS)
- 2010: Baphomets Fluch 2 Remastered (Android, iOS, Mac OS, Windows)
- 2013: Baphomets Fluch: Der Sündenfall (Windows, Mac OS, Linux, iOS, Android,  Nintendo Switch, PS Vita)
- 2020: Beyond a Steel Sky (iOS, Linux, macOS, PS4, PS5, Switch, tvOS, Windows, Xbox One, Xbox Series X)
- 2024: Baphomets Fluch - Die Verschwörung der Tempelritter: Reforged Edition